# Călătorie spre centrul Pământului (film din 1989)
Călătorie spre centrul Pământului (în engleză Journey to the Center of the Earth) este un film american din 1989 regizat de Rusty Lemorande și Albert Pyun. Este o continuare a filmului Alien from L.A. din 1988 și se bazează (foarte) vag pe romanul omonim scris de Jules Verne.

## Prezentare
Un grup de tineri se pierd într-o cavernă subterana în timp ce explorează un vulcan. În cele din urmă ei găsesc, în timp ce caută o ieșire, orașul pierdut al Atlantidei aflat în centrul Pământului.

## Distribuție
- Emo Philips - Nimrod
- Paul Carafotes - Richard
- Jackie Bernstein - Sara
- Kathy Ireland - Wanda Saknussemm
- Janie du Plessis - Gen. Rykov
- Nicola Cowper - Crystina
- Lochner De Kock - Professor Galba
- Ilan Mitchell-Smith - Bryan
- Albert Maritz - Mago/Kepple/Lab Assistant
- Jeff Celentano - Tola
- Simon Poland - Roderman / Hairdresser
- Jeremy Crutchley - Billy Foul